# Abraxas ardana
Abraxas ardana är en fjärilsart som beskrevs av Thierry-mieg 1910. Abraxas ardana ingår i släktet Abraxas och familjen mätare. Inga underarter finns listade i Catalogue of Life.